# Danny Dyer

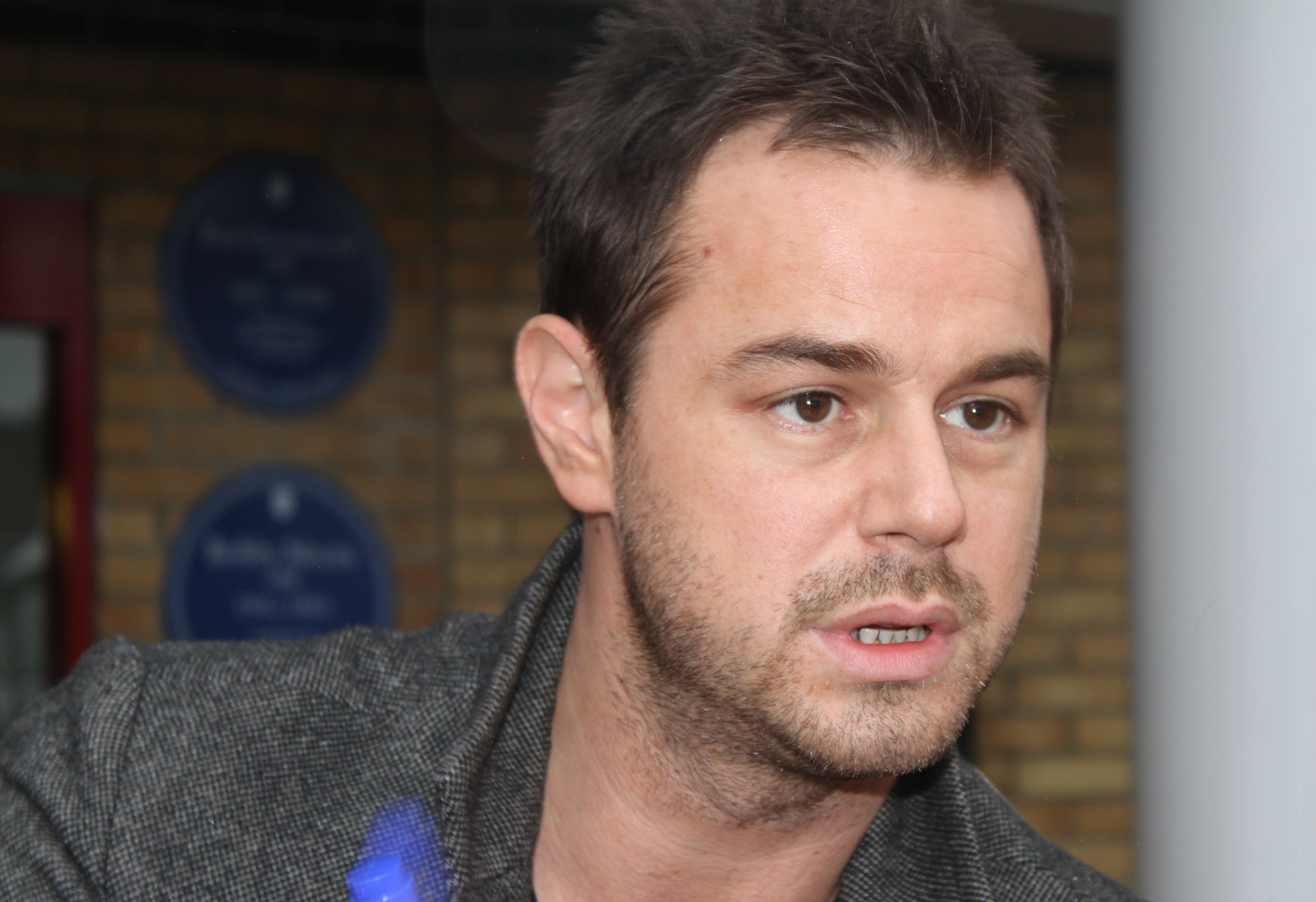
Danny Dyer 2010.

Daniel John "Danny" Dyer, född 24 juli 1977 i London, är en brittisk skådespelare och mediepersonlighet. Han är mest känd för sin roll som Tommy i filmen The Football Factory från 2004.

## Filmografi i urval
- 1999 – Human Traffic
- 1999 – Skyttegraven
- 2000 – Gröna fingrar
- 2000 – Borstal Boy
- 2001 – Mean Machine
- 2001 – Goodbye Charlie Bright
- 2001 – BlackMail
- 2004 – The Football Factory
- 2005 – The Business
- 2005 – The Great Ecstasy of Robert Carmichael
- 2006 – Severance - Teambuilding
- 2006 – The Other Half
- 2007 – Outlaw
- 2007 – Den grymma leken
- 2007 – Skumma snubbar
- 2007 – Skins (TV-serie, två avsnitt)
- 2008 – Adulthood
- 2009 – Doghouse
- 2009 – Dead Man Running
- 2009 – Malice in Wonderland
- 2009 – City Rats
- 2010 – Devil's Playground
- 2010 – The Last Seven
- 2010 – Pimp
- 2010 – Dead Cert
- 2011 – Age of Heroes
- 2011 – Freerunner
- 2013 – Vendetta
- 2013–2017 – EastEnders (TV-serie) (506 avsnitt, pågående)
- 2014 – The Hooligan Factory